# Michèle Rouleau
Pour les articles homonymes, voir Rouleau.
Michèle Rouleau C.Q., née en 1956 à Senneterre, au Québec, est une militante autochtone et féministe. Elle a été présidente de l'Association des femmes  autochtones du Québec de 1987 à 1992.

## Biographie
Métisse, sa mère est Ojibway et son père québécois francophone. Elle grandit à Senneterre, en Abitibi-Témiscamingue, où elle obtient, à 20 ans, un emploi de directrice au Centre d'amitié autochtone. Elle s'établit ensuite à Montréal. En 1986, Rouleau est élue secrétaire de Femmes autochtones du Québec. En 1987, elle en est élue présidente, un poste qu'elle occupe jusqu'à l'automne 1992.
Elle a également travaillé dans le domaine des communications pendant plusieurs années. Par exemple, elle a été conseillère-recherchiste pour la production du film L'avenir entre nos mains de l'Office national du film. Aussi, elle a été animatrice de Nations, à Télé-Québec et RDI, une émission portant sur les réalités autochtones. Enfin, elle a animé et produit la série documentaire Mishkuenita, diffusée sur le réseau APTN. Michèle Rouleau a fondé les Productions Wabanok et en est aujourd'hui productrice exécutive.

## Honneurs
- 1992 - Prix Justice du gouvernement du Québec en 1992[2]
- 1992 - Prix Droits et Libertés de la Commission des droits de la personne du Québec[5]
- 1993 - Chevalière de l'Ordre national du Québec[2]